# Дашалтинская операция
Дашалтинская операция (азерб. Daşaltı əməliyyatı/операция «Дашалты»)- эпизод Карабахской войны, в ходе которого Азербайджанская армия пыталась освободить село Дашалты , расположенного недалеко от Шуши.
Операция началась в 20:00 25 января 1992 года и неудачно завершилось вечером 26 января . Бывший министр обороны генерал-майор Таджаддин Мехтиев непосредственно руководил операцией по освобождению села. В результате тактических ошибок, отсутствия связи между группами, распространения оперативной тайны и предательства гидов азербайджанские взводы, вошедшие в Дашалты со стороны села Набилар, попали в засаду противника и были полностью уничтожены. Несколько взводов, вошедших в село, смогли отступить со значительными потерями. По официальной информации, в Дашалтинской операции азербайджанская армия потеряла более 90 человек, десятки военнослужащих до сих пор числятся пропавшими без вести. По армянским источникам Азербайджанская армия потеряла в бою 92-200 человек, а также 1 бронимашину В бою армянская сторона потеряли часть техники и около 80 человек личного состава.

## Предыстория
В 1992 году, ближе к середине января, в Карабахе сложилась тяжелая ситуация . Общественно-политическая напряженность и хаос , царившие в Баку, еще больше усугубили ситуацию на фронте. Используя свое военное превосходство, армянские войска осадили населенные азербайджанцами населенные пункты и изолировав их друг от друга, начали оккупацию этих населенных пунктов. Во время оккупации  мирное население было изгнано из этих деревень, а сами деревни сожжены. Вокруг Шуши возникла напряженная ситуация. Армянские села вокруг города были превращены в опорные пункты армянских вооруженных формирований, из которых постоянно обстреливался город Шуша, близлежащие азербайджанские села и дорога Шуша-Лачин. Само село Дашалты находится в 3-4 километрах от Шуши, по трассе Шуша-Лачин. С огневых позиций в этом селе армянские войска постоянно обстреливали Шушу, а также транспорт, двигавшийся по дороге Шуша-Лачин, что создавало трудности в снабжении дислоцированных в Шуше азербайджанских войск. Учитывая ситуацию, азербайджанское командование приняло решение провести операцию по уничтожению огневых точек армянских войск в селе Дашалты. Операции придавалось большое значение, в связи с этим операцией руководил министр обороны Азербайджана генерал-майор Таджаддин Мехтиев . 19 января 1992 года Т.Мехтиев вылетел в Шушу. Перед этим он дал следующее указание начальнику Генштаба генерал-майору Шахину Мусаеву : перебросить половину бронетехники под командованием заместителя министра обороны Геранбойского района генерал-майора Дадаша Рзаева в сторону Шуши; срочно отправить в Шушу разведчика-подполковника Сабира Джафарова: подготовить отвлекающие удары по армянским войскам по всей линии фронта. При этом основные удары должны были быть нанесены по Дашалты и Аскерану . После приобретения этих точек армянские силы в Карабахе были бы разделены на две части, что позволило бы в дальнейшем по частям уничтожать противника. Однако в ходе Дашалтинской операции ударов по армянским войскам на других участках фронта нанесено не было. Через два дня после приказа ни одна военная техника не прибыла в Шушу: две машины сломались в дороге и остались в Лачине , а еще две бронемашины остались в Губадлы . Сабир Джафаров не приехал в Шушу, как будто его не могли найти, а боеприпасы прибыли через два дня после завершения операции.
Прибыв в Шушу, Таджеддин Мехтиев провел встречу с руководителем Шушинской милиции Вахидом Байрамовым. На встрече обсуждалась ситуация вокруг города. Оборона города была организована очень плохо. Ночные контрольно-пропускные пункты и наблюдательные посты зачастую не создавались. По улицам города гуляло много вооруженных людей. Единого командования не было, каждое подразделение было самостоятельным. В отделениях и частях была очень низкая дисциплина. Несмотря на то, что Шушинский батальон национальной армии имел 385 военнослужащих, при сборе личного состава было призвано лишь 20 военнослужащих. Таджеддин Мехтиев пытался собрать батальон в одном месте, но его усилия не принесли никаких результатов. В ночь, когда город Шуша был обстрелян армянами с места под названием Топхана, Мехтиев вместе с заместителем начальника разведывательного управления Минобороны подполковником Риадом Ахмедовым проводил разведку в Топхане . Здесь определили огневые точки противника. Риад Ахмедов предложил провести операцию по подавлению этих огневых точек. Утром Т.Мехтиев провел встречу с Вахидом Байрамовым. В ходе консультации он попросил генерала Вахида Байрамова выбрать 4-х гидов из числа местного населения. Они должны были ночью провести разведывательно-диверсионную группу к огневым точкам противника. В. Байрамов отделил 4 человек. Риад Ахмедов, несколько офицеров из его подразделения, эти четверо гидов и Т.Мехтиев вместе обсудили детали предстоящей операции. Затем гиды отправились домой переодеться. Но в назначенное время вернулись только два гида. Мехтиев позвонил главе милиции и потребовал найти и привести оставшихся двух гидов. Но этих двух гидов найти не удалось. Было решено перенести операцию на ночь. Той ночью Риад Ахмедов вместе с несколькими бойцами самостоятельно достиг огневых точек армян в районе Топханы и вступил с ними в бой. В ходе боя несколько армянских военнослужащих были убиты, однако армянам удалось вовремя эвакуировать орудия, которыми они обстреливали город. На следующий день Таджеддин Мехтиев провел очередное совещание с участием главы исполнительной власти города, региональных руководителей республиканского МВД и Министерство национальной безопасности. На совещании он предлагает объединить все части под единым командованием, ввести комендантский час. На это предложение он получил возражение, узнав, что все вооруженные люди подчиняются какому-то клану, а попытки противодействовать этим кланам, может закончится его убийством. Так был убил Гозалов, бывший исполнительный глава Шуши. На этом совещании было принято решение о проведении операции по уничтожению огневых точек армянских сил в селе Дашалты на окраине города.

## План операции
Разведка велась два дня, в ходе которой  было установлено, что в Дашалты находится вооруженная группа из 50-60 армян, остальные - мирные жители. Из батальона Шихова на операцию вышло 200 человек. Т.Мехтиев собрав полковника Заура Рзаева, подполковника Нуреттина Абдуллаева, руководителей и офицеров СНБ и МВД и разделяет между ними  задачи. В тот же день Мехтиев по телефону дал указание Ш.Мусаеву, что на разных участках фронта одновременно следует нанести удары, главный из которых должен был прийтись по Аскерану. Той же ночью отряд Н.Абдуллаева численностью около 30 человек проводит разведку в селе Набилер и устанавливает, что в селе никого нет. В селе создана наблюдательная группа из 10 человек. Утром Н.Абдуллаев сообщил Т.Мехтиеву, что ими приняты в строй 10 гидов из Шушинского батальона национальной армии. Для проведения операции формируется отдельная группа из 10 человек под руководством 5 взводов и Р.Ахмедова. Эта группа была самой профессиональной, в ее состав входили только солдаты, служившие в Афганистане , имевшие боевые награды и высокие навыки рукопашного боя. Это был оперативный план. Первый взвод должен был пройти через село Набилар , подняться на высоту Гызылгая и перерезать дорогу, ведущую из Дашалты в Сигну . Второй взвод с помощью первого взвода должен был перерезать дорогу от Дашалты до Шушакенд . Перед этими взводами, на расстоянии 400-500 метров от дороги, справа и слева должны были расположиться третий и четвертый взводы и ожидать приказа на атаку. 5-й взвод, составленный из бойцов Отряда милиции особого назначения, должен был находиться в резерве. Достигнув намеченного места, первая группа должна была обстрелять Дашалты со стороны села Набилар. В ответ армяне начали бы обстреливать позиции Азербайджанской армии. В это время третий и четвертый взводы должны были подойти к селу и уничтожить огневые точки противника. Разведывательно-диверсионная группа Риада Ахмедова, шедшая между этими взводами, должна была войти в Дашалты при огневой поддержке 3-го и 4-го взводов и уничтожить базу армянских группировок в селе. После этого 3-й и 4-й взводы должны были войти в село и уничтожить уцелевших солдат противника. Второй взвод, стоявший на дороге в Шушакенде, должен был обеспечить выход мирного населения из Дашалты в Шушакенд. Для поддержки основных сил, на нескольких высотах вокруг села были расставлены снайперы. Тактика движения этих взводов должна быть следующей: на 1 километр вперед должен идти патруль в составе двух проводников и двух разведчиков, за собой они должны вести группу. Всем командирам предписано внимательно следовать по пути, указанному проводниками. Однако, по словам Т.Мехтиева, позже в каждой группе появились еще 1-2 гида. Кроме того, якобы некоторые солдаты 1-го взвода были пьяны в начале операции. Оба фактора были результатом безответственности офицеров.

## Ход битвы
Операция началась в ночь с 25 на 26 января 1992 года. Первый взвод прибывает в деревню Набилер, где встречает патруль из 10 человек. Бойцы этого отряда  показывают первому взводу кратчайший путь до Сыгнаг. Однако гиды сообщили, что идти по этому пути опасно, велика вероятность попасть в засаду. Поэтому первый взвод идет по более длинному маршруту, длина маршрута увеличивается до 15 километров вместо 3 километров. В результате взвод возвращается в необходимое место позже запланированного времени. Здесь следует отметить, что погода во время операции была очень суровой, повсюду лежал глубокий снежный покров, высокие горы, сильный мороз затрудняли движение, к тому же солдаты несли большое количество оружия и боеприпасов. Следует также отметить, что боевая связь была организована очень плохо: не было прочной связи между взводами и командованием операции, а также между взаимодействующими частями. Плохая организация военной связи в конечном итоге привела к несогласованности действий частей, а также лишила командование возможности получать своевременную информацию. Командование не только не знало, где находятся их солдаты, что они делают и что им нужно, но и не могло принять необходимые решения, чтобы повлиять на ход боя. Существующие радиостанции устарели и не отвечали современным требованиям. Во время переговоров между подразделениями Азербайджанской Армии армяне часто подслушивали переговоры, иногда даже выходили в эфир и вмешивались в переговоры, начиная оскорблять азербайджанских солдат, ведущих переговоры. 1-й взвод достигает назначенных позиций по дороге из села Сыгнаг в сторону Дашалты и останавливается на небольшой привал. В это время проводники начинают убеждать командира взвода, что не следует здесь останавливаться, что армяне не придут из Сыгнага, и что  нужно атаковать Дашалты напрямую. По неизвестной причине командир верит тому, что они говорят. Шестеро солдат остаются на позициях вокруг дороги Дашалты-Сыгнаг, остальная часть взвода покидает свои позиции и направляется в Дашалты. Около шести часов утра со стороны села Сыгнаг подъезжает грузовик «Камаз» , полный армянских солдат. Оставшиеся на позиции 6 солдат открыли огонь по этой машине и практически полностью уничтожили этот «Камаз» вместе с находившимися там армянскими солдатами. В это время подъезжает второй грузовик «Камаз», полный армянских солдат. Между ними и между 6 солдатами, стоящими на позиции, начинается бой. В ходе боя 2 азербайджанских солдата были убиты и 1 ранен. Трое выживших солдат отступают, неся убитых и раненых. После отхода азербайджанских солдат армянский отряд занимает позиции на дороге в Сыгнаге и таким образом идет за 3-м и 4-м взводами.
Второй взвод, которому пришлось перерезать дорогу на Шушакенд, попал в засаду, устроенную армянами. Армяне окружают этот взвод и уничтожают почти всех солдат взвода. Только двум раненым солдатам удалось спастись. По словам одного из них, солдата по имени Азер, после боя он услышал по рации, как армяне вели переговоры с проводником по имени Макиш, который вел взвод в засаду. В ходе этого разговора гид потребовал от армян обещанную награду. В ответ армяне сказали ему пойти и собрать автоматическое оружие погибших и продать его, это будет его наградой. Третий и четвертый взводы отклонились от намеченного пути и заняли позиции на 2 км дальше намеченных. Поэтому они не смогли прийти на помощь бойцам, сражающимся на дорогах Сыгнага и Шушакенда.
Несмотря на неудачный старт, операция продолжается по плану. Группа в селе Набилер начинает обстрел в направлении Дашалты, в ответ армянские группировки открывают ответный огонь. При огневой поддержке 3-го и 4-го взводов отряд Риада Ахмедова начинает движение в глубь села. Но в результате предательства гида по имени Гурбан возле места под названием «Каламлик» отряд попала в засаду и все ее члены были убиты армянами. Сам Риад Ахмедов пропал без вести . В сентябре 2023 года согласно сообщению государственных органов Азербайджана останки Национального героя Риада Ахмедова были опознаны. Они были обнаружены в массовом захоронении в Дашалты. Через некоторое время 3-й и 4-й взводы вошли в Дашалты с окраины села и начали бой с армянскими частями. Однако в это время бойцы первого взвода, покинувшие свои позиции на дороге в Сыгнаге, с криками «Ура» вошли в село вслед за 3-м и 4-м взводами. Из-за отсутствия связи азербайджанские солдаты в селе воспринимают прибывший взвод как солдат противника, и между ними начинается стычка. В результате все три взвода понесли потери и попали под шквальный огонь армянских подразделений как с Дашалтинского направления, так и с позиций на Сыгнагском направлении. Кроме того, армянский отряд, идущий со стороны села Сыгнаг, атакует позиции азербайджанских подразделений сзади. Несмотря на то, что азербайджанские солдаты были прижаты со всех сторон, а также попали под перекрестный огонь противника со стороны Дашалты и Сыгнага, ни один из солдат не ушел с поля боя. Осажденные солдаты продолжали сражаться. Существует множество фактов о храбрости азербайджанских воинов в бою. Многие азербайджанские солдаты, не колеблясь, покончили жизнь самоубийством, чтобы не попасть в плен. Так, Эльшан Халилов, окруженный со всех сторон армянами, взорвал себя гранатой Ф-1, а Заур Джафаров выстрелил себе последним патроном, чтобы не попасть в плен.
Видя, что ситуация в Дашалты критическая, Т.Мехтиев направляет на помощь бойцам в селе 5-й взвод бойцов ОПОНа . Однако, продвинувшись всего на 500-600 метров, 5-й взвод, столкнувшись с сильным сопротивлением армян, был вынужден остановиться. Поняв, что операция провалилась, Т.Мехтиев приказал отступить в сторону Шуши, используя сильный туман. 26 января 1992 года уцелевшие бойцы Национальной армии отступают из Дашалты в Шушу.

## Итог

### В азербайджанских источниках
Этой операции уделялось большое внимание, поскольку неудача в этой операции могла серьезно повлиять на ход войны. Победа в Дашалтинской операции изменила бы ход войны и позволила азербайджанской армии перехватить стратегическую инициативу у армян и заставить армянские войска перейти к обороне. Но после провала операции азербайджанские войска долгое время фактически не проводили наступательных операций, и таким образом инициативу в войне перехватили армянские войска. Поражение при Дашалты также оказало серьёзное влияние на боевой дух азербайджанских войск и населения. В то же время битва в Дашалты запомнилась как пример большого героизма и мужества. По словам Т.Мехтиева, более поздние попытки найти уцелевших проводников ни к чему не привели. Он пробыл в Шуше до конца января, но за это время никого из гидов не нашли. Через несколько дней азербайджанские солдаты подвергли Дашалты шквальному обстрелу с использованием бронетехники и артиллерии , которые были отправлены слишком поздно.
После операции азербайджанская сторона начинает расследование, против нескольких человек возбуждено уголовное дело. Заместитель начальника штаба Минобороны подполковник Шикар Шикаров подготовил доклад о причинах провала следующей операции 6 февраля на основе заявлений участников и свидетелей Дашалтинской операции. В отчете говорится:
1. Разведка противника и территории не велась вглубь. Расположение ближайших резервов противника, их маршруты к (месту боя) и возможные способы передвижения не определялись.
2. Соотношение сил и средств участвующих в операции сторон (своей и противника) не учитывалось в полной мере (необходимо).
3. Расчет сил и средств не проводился.
4. Пушек и бронетехники было недостаточно. Техника и вооружение не были готовы к боевым действиям.
5. Основа атаки была сломана. Личный состав атаковал с самого начала без артиллерийского огня.
6. Никакой разведки во время боя не велось.
7. Никакого контроля между боевыми частями не было.
8. Гиды, отобранные из местного населения, плохо знали местность с военной точки зрения.
9. Для резерва не были выделены определенные силы и средства.
10. Оперативный план, боевые приказы и распоряжения документально не оформлялись.

### В армянских источниках
По информации, предоставленной армянской стороной, эта операция стала решающим и стратегическим сражением для азербайджанской армии. Операцией непосредственно руководил бывший министр обороны генерал-майор Таджаддин Мехтиев. В операции приняли участие 3 добровольческие дивизии Азербайджанской Армии и бойцы оборонительного лагеря города Шуша. Провал Дашалтинской операции стал причиной того, что армяне прозвали Дашалты «Кровавой долиной» азербайджанской армии. По словам Ваана Арсеяна, в тот день Гадрут был взят под единый контроль отряда Эчмиадзина, бойцы отряда проделали важную работу, выкопав траншеи,  убежища и полуямы. Однако для проведения этих мероприятий их призвали в Дашалты. Это еще раз доказало серьезную подготовку армянской стороны к нападению на Аскеран. Таджеддин Мехтиев дал указание Шахину Мусаеву по телефону, что различные удары следует нанести одновременно в разных направлениях фронта, а решительный и сильный удар следует нанести по Аскерану. Однако в ходе Дашалтинской операции на других участках фронта армянским войскам не было нанесено ни одного удара. Через два-три дня после приказа ни одна военная техника в Шушу не прибыла. Две единицы техники сломались по дороге и остались в Лачине, еще две бронемашины остались в Губадли. Сабир Джафаров в Шушу не приехал, а оружие и боеприпасы были доставлены через два дня после окончания Дашалтинской операции. Хотя план военной операции в целом был готов, провал операции был напрямую связан с тем, что находившееся на этой позиции командование не сплотилось и действовало исходя из личных пожеланий и претензий. Арсеян, которого отправили из Гадрута в Дашалты, рассказывает: "Мы сказали, что в Дашалты должны быть предусмотрены средства связи, занимались траншеями и полураскопками. Нам показали нашу главную задачу в этом районе, и мы приняли меры. Были определены места траншей, полураскопов и ложных позиций.  Мы работали ночью, а днем спали. Но все утро мы бодрствовали, потому что могло быть нападение. Нас в сельской группе было едва 50-80 человек. В те дни мы предложили вывезти деревенских детей. Они отказались, ни один ребенок не уехал из Дашалты". К нам обращался Манвел Григорян из Гадруда, но Аркадий Иваныч сказал, что ожидалось серьезное сражение, и что если мы потерпим поражение, то потеряем очень многое. Поэтому мы решили остаться в Дашалты. 26 января около 06:00 утра мы немного отдохнули, а ночью не спали. Мы с Хайроном, Шмайсом стояли во дворе дома, и изнутри послышались выстрелы. Мы также видели, что они начали бить по кормам для животных, расположенным на крышах домов, и дома загорелись. Мы с первого раза заняли все позиции, все знали, что нужно защищать свою позицию и сторону. Азербайджанцы спустились с горы и вошли в Дашалты. . Шмайс не знал, куда стрелять из AQS, и мы увидели, что пламя поднялось до 50 метров. Стало ясно, что газопровод поврежден. Тогда дети сообщили, что видели пламя с разных позиций. Эта труба была в газопроводе Гориса, и мы перекрыли подачу газа. Вечером было тихо. С нашей стороны погибло 22 бойца, а если не ошибаюсь, с их стороны погибло 200 человек из первого батальона", - сказал Ваан Арсеян. По словам Ваана Арсеяна, армяне знали о нападении азербайджанской стороны и, по крайней мере, готовились к этому нападению. Армянские вооруженные силы были уже готовы до того, как азербайджанская армия напала на Дашалты со стороны Шуши. "После боя выяснилось, что азербайджанцы оставили в Дашалты 92 тела и бронетехнику. Мы связались с ними и сказали им прийти за телами - это были боевики 18-20 лет - но они за ними не пришли...", - рассказал Аркадий Тер-Тадевосян. Член оппозиционной партии "Ирс" Лариса Алавердиян утверждает, что Азербайджанска сторона отказалась забирать тела погибших солдат и объявил их пропавшими без вести. По его словам, им пришлось похоронить павших солдат. Они сообщают, что в ходе операции были убиты 22 армянина, из них 12 - выходцы из Дашалты. По данным исследования, вечером в ходе операции из местности под названием «Каялыг» в нижней части Джыдырской равнины были вывезены тела нескольких боевиков, а через несколько дней — тела азербайджанской стороны, попавших в засаду в в направлении села Набилер. Армяне утверждают, что азербайджанцы задействовали в операции более 500 боевиков и 3 бронемашины. Когда азербайджанские солдаты в селе Набилер открыли огонь в сторону Дашалты, их обстреляла группа Вагаршака. Аркадий Тер-Тадевосян непосредственно руководил операцией с армянской стороны. Вспомогательные силы составили командир 1-й батареи Бекор Ашот (Гюльян), 1959 года рождения, город Баку, командир С. Айрян из Шушакенда. Второй взвод, который должен был перерезать дорогу на Шушакан, попал в засаду группы Айряна, все солдаты взвода были окружены и убиты. В ходе операции армян поддерживали другие группы из сел Сыгнаг, Ашаги Емишкан (Сизнек) и Гызылоба (Кармиркюг).

## Потери азербайджанской стороны в Дашалтинской операции
1. Аббасов Магеррам Аббас оглу
2. Абдуллаев Азад Ясар оглы
3. Абдуллаев Нурали Гаджибала оглы
4. Абдуллаев Рамин Хабиб оглы
5. Абуталыбов Эйваз Джамиль оглы
6. Агаев Рафик Газанфар оглы
7. Агаев Юсиф Баласар оглы
8. Ахмедов Риад Фикрет оглы
9. Байрамов, сын Камиля Джанбалы
10. Байрамов, сын Орхана Рауфа
11. Байрамов Вагиф Пирали оглы
12. Буньядзаде Арастун Мехти оглы
13. Джамалов Эльман Гусейн оглы
14. Джавадов Аббас Шамс оглы
15. Джабраилов Гамид Яшар оглы
16. Джафаров сын Заура Фируддина
17. Дремасон Владимир Васильевич
18. Ахмедов Имамгулу Солтан оглы
19. Ахмедов Рияд Фикрет оглы
20. Алекперов Арзу Бахрам оглы
21. Алекперов Захид Валиш оглы
22. Алиджанов Бахиш Мамед оглы
23. Алиев Агабала, сын Мирзабалы
24. Алиев Бакир Иса оглы
25. Хидаят Маджид оглы Алиев
26. Ализаде Фаиг Абдулгусейн оглы
27. Амиров Рафаил Мансур оглы
28. Фатуллаев Аббас Агагусейн оглы
29. Сын Гаджибабаева Тофик Ариф
30. Гасангулиев Шириндил Джавад оглы
31. Гасанов Олег Хасай оглы
32. Гасанов Садраддин Кардашхан оглы
33. Гасанов Сархан Алтай оглы
34. Гашимов Парвиз Варашиль оглы
35. Гусейнов Гульверди Агагусейн оглу
36. Гусейнов Рамиз Аллахверди оглы
37. Гусейнов Тельман
38. Халилов, сын Ровшана Аллахверди
39. Худаев Чингиз Эльман оглы
40. Худаев Физули Джамиль оглы
41. Ибадов Ширзад Джаваншир оглы
42. Ибрагимов Джаваншир Зейнал оглы
43. Искандеров Алияр Гусейн оглы
44. Исмаилов Эльхан Назим оглы
45. Каримов Эльхан Сунбай оглы
46. Гасымов Сархан Лятиф оглу
47. Гасымов Вейсел Гасым оглу
48. Гадымалиев Низами Гюльмамед оглы
49. Гадиров Талех Алекпер оглы
50. Кахраманов Кахраман Гачай оглы
51. Гиясов Ильгар Аскер оглы
52. Гулиев Мухаммад Фаррух оглы
53. Гулиев Октай Гулмамед оглы
54. Гурбанов Нофаль Нариман оглы
55. Маликов, сын Амила Алигейдара
56. Мехтиев Назим Али оглы
57. Магеррамов Назим Тофик оглы
58. Мамедов Габиль Габиль оглы
59. Мамедов Эльмар Инкилаб оглу
60. Мамедов Махир Ариф оглы
61. Мамедов Мушфик Юсиф оглы
62. Микаилов Баба Биликиши оглы
63. Мирзаев Ризван Билал оглы
64. Сын Мусаева Вагиф Дурсун
65. Мустафаев Сабир Ислам оглы
66. Намазов Азер Рагим оглы
67. Наджафов Рахман Гаджи оглы
68. Наджафов Ровшан Гаджи оглы
69. Насиров Ариф Амираслан оглы
70. Насиров Захид Рафаэль
71. Нифталиев Адиль Камал оглы
72. Нуриев Рафик Али оглы
73. Пириев Эхтирам Байрам оглы
74. Расулов Атеш Гаджи оглы
75. Рустамов Араз Баги оглы
76. Рустамов Сабир Герай оглы
77. Сафаров Ровшан Гияс оглы
78. Сафаров Шахверди Бахлул оглы
79. Солтанов Кязым Гаджи оглы
80. Шамилов Сарраф Бакир оглы
81. Эльжан Ширинов
82. Тахиров Аловсат Кямран оглы
83. Тахиров Вагиф Сабир оглы
84. Сулейман Мабуд оглы из Велиджана
85. Зейналов Сахиб Алигейдар оглы
86. Зулалов Исфандияр Адиль оглы

## Память
На Аллеи шахидов в Баку установлен мемориал с именами погибших в ходе операции азербайджанских солдат